# Todd Tiahrt
Todd Tiahrt (ur. 15 czerwca 1951) – amerykański polityk, członek Partii Republikańskiej. W latach 1995–2011 przez osiem kolejnych, dwuletnich kadencji Kongresu Stanów Zjednoczonych był przedstawicielem czwartego okręgu wyborczego w stanie Kansas do Izby Reprezentantów Stanów Zjednoczonych. Należy do kościoła Zborów Bożych.